# Соціоекологія

Науковий напрям, що розвивається на стику природничих, гуманітарних та технічних наук

Соціоеколо́гія або соціа́льна еколо́гія аналізує ставлення людини в притаманному їй гуманістичному горизонті з погляду його відповідності історичним потребам людського розвитку в ракурсі культурної виправданості та перспективи через теоретичне осягнення світу в його загальних визначеннях, які виражають міру історичної єдності людини і природи.
Будь-який учений обмірковує головні поняття проблеми взаємодії суспільства та природи через призму своєї науки. Зокрема, географ розглядає проблему стосунків суспільства та природи під кутом просторових співвідношень територіальних комплексів, біолог — під кутом розвитку живої речовини тощо.

## Історія
Соціоекологія передбачає злиття природничих, суспільних і технічних наук для вирішення проблем у системі суспільство-природа. Формувалась вона на різноманітних тлумаченнях і тривалий час існувала як екологія міста (урбоекологія), соціологія урбанізації тощо. Ці категорії використовує чимало вчених у галузі соціоекології. Значну частину категорій і понять соціоекологія запозичила від біоекології, зокрема з екології рослин і тварин: ареал, адаптація, популяція тощо.

## Проблематика
Професор О. Шаблій стверджує, що конкретними об'єктами соціоекології є соціоекосистеми, а предметом — взаємодія суспільства і природи в цих системах.
До категорій соціальної екології належать фундаментальні поняття, які відображають найзагальніші суттєві властивості, зв'язки і відношення суспільства й природи, їхнє пізнання і перетворення людиною з метою гармонізації цих відношень. Це важливі результати багатовікового процесу розвитку взаємовідношень суспільства і природи, всієї духовної культури спілкування людини з природою в процесі природокористування.
Розрізняють загальні категорії соціоекології як науки, її окремі категорії, а також категорії конкретних наук, які входять у систему соціоекології на правах галузевих підрозділів як її складові частини. До загальних категорій соціоекології як науки можна зачислити об'єкт її вивчення — соціоекосистеми. Адже «центральна ідея системного підходу полягає у вивченні будь-якого рівня організації саме як систем, виходячи із сутнісних рис системних утворень».
Соціальна екологія вивчає сучасний стан та особливості формування навколишнього середовища у зв'язку з історичним розвитком і структурою природокористування, прогнозує розвиток довкілля з майбутнім людства. Практичним завданням соціоекології є така категорія, як якість життєвого середовища, яку визначаємо як інтегральну характеристику всієї сукупності видів, форм, сфер діяльності людей певної локальної, регіональної та глобальної соціоекосистеми або суспільства в цілому, зумовлених рівнем його виробництва, економічними відносинами, політичним устроєм та системою цінностей.
Способом збереження суспільства з погляду соціоекології, є орієнтація не так на заміну природного середовища, як на забезпечення сумісності з ним усіх напрямів діяльності.
Серед окремих розважань соціоекології виділяють:
- якість природного середовища
- критерії добробуту
- екологічні потреби
- природа чи природна сфера
- створене людиною середовище проживання (штучна сфера)
- сукупність технічних систем і проявів (техносфера)

## Основні закони соціальної екології
Виходячи з предметної визначеності соціальної екології, можна сформулювати 10 її основних законів:
1. Людина як природно-суспільна істота живе в природі, створеній таким чином, який не міг би бути плодом людської свідомості, і в якій всі форми органічного та неорганічного світу становлять непорушну єдність, з якою людина пов'язана нерозривними узами.
2. Життєве середовище людини складається з наперед заданих природних умов і обставин, що виникли без додання до них людської праці, а також з умов і обставин, створених людською діяльністю.
3. Можливості розвитку соціотехнічних систем, які виникають як результат людської здатності осмислення і творчості, необмежені, природні ж ресурси обмежені, а деякі й невідновлюванні.
4. Використання природи людиною обмежене необхідністю підтримувати екологічну рівновагу в даному просторі і часі, а екологічні проблеми виникають через неузгодженість біосфери, техносфери і соціосфери.
5. Швидкий і всеосяжний технологічний розвиток супроводжується зростанням можливостей порушення екологічної рівноваги, а природа сама не може звільнятися від його негативного впливу за допомогою саморегуляції, для цього необхідні дії суспільства щодо збереження та захисту природного середовища.
6. Існує взаємозв'язок між станом екосистеми людини, концепцією і цілями суспільного розвитку та якістю життя людських спільнот і окремої людини.
7. Екологічні проблеми мають глобальний характер, всі суспільства, що є складовими частинами людства в цілому, що існує на Землі, стоять перед лицем небезпеки, викликаної порушенням екологічної рівноваги, тому присвоєння людиною природи як в локальному, так і в глобальному плані має відповідати екологічним можливостям.
8. Для визначення некритичного присвоєння природи необхідно розвивати екологічну свідомість і розуміння того, що нехтування екологічними закономірностями життя природи веде до руйнування біологічної системи, від якої залежить життя людини на Землі.
9. Між людської природним середовищем життя і його трудовим середовищем існує зв'язок, який проявляється через можливість порушення екологічної рівноваги та яку слід підтримувати виробленням концепції системи захисту як природного, так і трудового середовища.
10. Існує зв'язок між концепцією захисту життєвого середовища людини в окремих спільнотах і їх суспільно-економічними системами, але не тільки між ними, але й системами цінності, а також культурно-духовним розвитком.

## Структура

Структура соціальної екології

1. Економіка природокористування
2. Екологія людини
3. Антропогеографія
4. Біоекологія
5. Екофілософія
6. Історія цивілізації
7. Екологічне право
8. Екологічні технології
9. Екологічна етика

## Метод
Соціальна екологія використовує просторово-часовий підхід суспільної географії та економіки природокористування.
Логічно соціальна екологія є інтегративною. Це означає, що на всіх рівнях дослідження вона синтезує дані природничих, технічних і соціальних наук та перетворює їх у свої засоби пізнання.
На думку М. М. Мамедова, нормативні властивості соціально-екологічного знання ґрунтуються на відображенні об'єктивних законів екології і всебічному дослідженні можливих наслідків антропогенного впливу на природне середовище. В. Д. Комаров зазначив, що соціоекологія — це науковий базис перспективної раціоналізації взаємодії суспільства та природи, вона вивчає специфічні закономірності і формулює принципи та методи оптимізації цієї взаємодії, що є зацікавленням усієї цивілізації.
У багатьох працях наголошено на величезному світоглядному значенні соціоекології, яке, на думку М. М. Кисельова, полягає в тому, що вона здатна забезпечити конкретизацію філософського принципу єдності матеріального світу, подолання традиційних уявлень про взаємодію суспільства та природного середовища, спрямованість екологічного дослідження на людину, тобто його гуманізацію та соціалізацію.
Організаційним чинником біосфери охопленої регулятивною діяльністю людей буде суспільство, а головними каналами зв'язку між частинами системи суспільство-природа — природні кругообіги речовин та енергії, у структуру яких люди навчаться штучно вводити компоненти своєї діяльності.
На думку О. Т. Звєрєва, основними законами соціальної екології є:
- Правило соціально-екологічної рівноваги
- Принцип культурного управління розвитком
- Правило соціально-екологічного заміщення
- Закон історичної (соціально-екологічної) незворотності
- Закон неминучості створення загальнолюдської екологічної культури
- Принцип «думати глобально, діяти локально»